# Country Knolls
Country Knolls est une census-designated place du comté de Saratoga, dans l'État de New York, aux États-Unis,. En 2020, elle compte une population de 5 349 habitants.